# Posada (Italija)
Posada (sardinski: Pasàda) je grad i općina (comune) u pokrajini Nuoru u regiji Sardiniji, Italija. Nalazi se na nadmorskoj visini od 37 metara i ima 2 967 stanovnika.
 Prostire se na 32,77 km². Gustoća naseljenosti je 91 st/km².
Susjedne općine su: Budoni, Siniscola i Torpè.